# تورالبا دي كالاترافا
بلدية تورالبا دي كالاترافا (بالإسبانية: Torralba de Calatrava)‏، هي إحدى بلديات مقاطعة سيوداد ريال إحدى مقاطعات إسبانيا، والتي تقع في منطقة قشتالة لا منتشا وسط إسبانيا.
يبلغ عدد سكانها 3.038 نسمة وفقاً لإحصائية سنة (2007).